# Mohamed Halhoul
Mohamed Halhoul (Tánger, 1966) és un Llicenciat en llicenciat en filologia espanyola i hispanoamericana per la Universitat Moulay Mohamed Ibnu Abdellah de Tetuan i activista social resident a Barcelona.
El seu pare regentava una botiga al carrer Sant Pau de Barcelona des de 1987 i on ell es va traslladar en el 1990 per acabar els estudis de traducció i treballar en el negoci familiar. Portaveu del Consell Islàmic i Cultural de Catalunya i secretari general de l'associació cultural religiosa Associació Consell Islàmic Cultural de Catalunya des de l'any 2000, quan es va fundar. President de la Fundació Tot Raval des de 2018, havia estat portaveu de l'Associació Amical d'Immigrants Marroquins a Catalunya, de la que va ser un dels fundadors, i durant el 2011 va ser president del Grup de Treball Estable de les Religions (GTER). Com a tal s'ha pronunciat sobre la integració dels musulmans a Catalunya i la percepció del món islàmic a les societats occidentals.